# Человек из стали
«Челове́к из ста́ли» (англ. Man of Steel) — американский супергеройский фильм режиссёра Зака Снайдера и продюсера Кристофера Нолана по сценарию Дэвида Гойера, основанный на комиксах о Супермене издательства DC Comics. Является перезапуском серии фильмов о Супермене и описывает историю происхождения персонажа. Он положил начало Расширенной вселенной DC. Роль Супермена исполняет Генри Кавилл, Лоис Лейн — Эми Адамс, а Генерала Зода — Майкл Шэннон. Кларк Кент узнаёт, что он — могущественный инопланетянин с планеты Криптон. Он берёт на себя роль защитника человечества, Супермена. Встретившись лицом к лицу с Генералом Зодом, Супермен должен помешать тому уничтожить человечество.
Разработка фильма началась в 2008 году, когда студия Warner Bros. начала принимать предложения от авторов комиксов, сценаристов и режиссёров, решив перезагрузить франшизу. В 2009 году по решению суда семья Джерри Сигела вернула себе авторские права на историю происхождения Супермена. В решении говорилось, что Warner Bros. не задолжала семьям дополнительных отчислений за предыдущие фильмы, но если студия не начнёт производство фильма о Супермене к 2011 году, то семьи Шустера и Сигела смогут подать в суд. Кристофер Нолан одобрил идею Гойера после обсуждения сюжета проекта «Тёмный рыцарь: Возрождение легенды», и Зак Снайдер был нанят в качестве режиссёра фильма в октябре 2010 года. Основная часть съёмок началась в августе 2011 года в Западном Чикаго, штат Иллинойс, а после этого — в Ванкувере и Плано, штат Иллинойс.
Премьера фильма в США состоялась 14 июня 2013 года, в СНГ — 20 июня. Фильм получил смешанные отзывы: критики похвалили экшен-сцены и визуальные эффекты, но раскритиковали темп повествования, чрезмерно мрачный тон картины и отсутствие развития персонажа. Актёрская игра Кавилла в роли Супермена также вызвала противоположные оценки. Фильм собрал в мировом прокате более $668 миллионов, получив в виде чистой прибыли примерно $42 миллиона. Продолжение «Бэтмен против Супермена: На заре справедливости» было выпущено 25 марта 2016 года.

## Сюжет
На планете Криптон, ядро которой вот-вот взорвётся, у учёного Джор-Эла и его супруги Лары Лор-Ван появляется на свет сын Кал-Эл, впервые за многие годы рождённый естественным способом. Генерал Зод (Майкл Шеннон) в это время захватывает Верховный Совет Криптона, совершая бунт. Пользуясь суматохой, Джор-Эл похищает сборник генетических программ, по которому было рождено уже много поколений криптонцев — Кодекс Роста — и переносит его в тело Кал-Эла, чтобы тот обладал всеми генами сразу. Он отправляет сына автоматическим кораблём на Землю, успев спроецировать своё сознание в электронный ключ, а сам погибает в схватке с настигнувшим его генералом Зодом.
Бунт Зода подавлен. Генерала и его сообщников арестовывают и приговаривают к длительному заключению в Фантомной Зоне. После церемонии отправления бунтовщиков в Фантомную Зону Лара возвращается домой и встречает гибель Криптона, погибая вместе с планетой от взрыва ядра.
Корабль с Кал-Элом достигает Земли, приземлившись в сельской местности в США. Инопланетный корабль и младенца в нём обнаруживают супруги Джонатан и Марта Кенты (Кевин Костнер и Дайан Лейн соответственно). Понимая, что ребёнок послан на Землю с особой миссией, они принимают его в свою семью и воспитывают как родного сына, назвав его Кларком.
33 года спустя Кал-Эл (Генри Кавилл), он же Кларк Кент, помогает людям, находящимся в опасности, и вспоминает свои детские годы, когда у него впервые проявились нечеловеческие способности.
В это время военные находят некий инопланетный объект подо льдами на острове Элсмир. Туда направляется журналистка Лоис Лейн (Эми Адамс) и подслушавший её разговор Кларк Кент. Ночью Кларк растапливает лёд тепловым зрением и обнаруживает под ним прибывший на Землю много тысячелетий назад корабль-исследователь с Криптона. Лоис следует за ним, но её атакуют автоматические системы защиты корабля. Кларк спасает её. В корабле он электронным ключом активирует проекцию своего настоящего отца, которая раскрывает ему его имя и происхождение. Кларк находит и надевает свой костюм, поднимает корабль из-подо льда и уводит его далеко на север в Арктику. Там Кларк полностью овладевает своими способностями, включая умение летать.
Лоис расследует жизнь Кларка и узнаёт о том, как он спасал многих людей. Она находит могилу Джонатана Кента, отца Кларка. У могилы её встречает сам Кларк и рассказывает ей свою историю.
Неожиданно на земную орбиту в боевом корабле прибывает генерал Зод. Он угрожает всему миру уничтожением, если ему не выдадут гражданина Криптона. Кларк летит на базу ВВС «Эдвардс» и сдаётся военным, а ФБР задерживает Лоис за её интерес к пришельцу. На допросе с подачи Лоис Кларку дают прозвище «Супермен». В пустыне военные встречаются с помощницей Зода Фаорой-Ул, которой добровольно сдаётся Кларк. Фаора внезапно требует выдачи Лоис, возвращаясь к Зоду с ней и с Кларком.
Атмосфера Криптона на корабле Зода критически ослабляет Кларка, и его сверхспособности исчезают. На корабле Зод рассказывает Кларку о своих злоключениях. Бунтовщики смогли освободиться из Фантомной Зоны после разрушения Криптона. Они много лет скитались по космосу, обыскивая заброшенные аванпосты криптонцев, и нашли оружие, корабль и экипировку, наряду с генератором терраформинга. Уловив сигнал корабля-исследователя, активированного Кларком, они направились к Земле. Генерал предлагает Кларку возродить Криптон на Земле с помощью генетического Кодекса, но получает отказ, когда тот узнаёт, что в процессе терраформинга человечество будет уничтожено. Тем временем Лоис активирует электронный ключ, переданный ей Суперменом, и встречается с проекцией Джор-Эла. Тот помогает ей сбежать в спасательной капсуле на Землю, а Кларку — восстановить силы, заменив атмосферу корабля на земную. Кларк бежит с корабля, спасая Лоис из повреждённой капсулы.
Зод с небольшим отрядом прилетает на ферму Кентов в поисках Кодекса, угрожая Марте Кент. Разъярённый угрозами Зода матери Супермен в схватке повреждает скафандр Зода, и ослабленный атмосферой Земли генерал отступает. В упорном бою на улицах города Супермен побеждает Фаору и ещё одного солдата Зода. Те вынуждены отступить.
Зод приказывает запустить генератор терраформинга, который приводняется в Индийском океане и начинает превращение планеты в Криптон, в то время как корабль Зода, Блэк Зиро, направляется в Метрополис и активирует гравитационный луч. Луч начинает разрушать город. Вооружённые силы землян пытаются уничтожить корабль, но гравитационное поле мешает их приборам и ракетам. Кларк тем временем разрушает генератор в Индийском океане.
Кларк возвращается в Метрополис и сбивает этот корабль, а военные отчаянной атакой на двигатели Блэк Зиро создают портал в Фантомную Зону, куда затягивает и их, и солдат Зода. Понимая, что ему больше незачем жить, Зод клянётся убить всех людей в отместку за гибель расы Криптона. В ходе боя Зод овладевает своими чувствами и силами почти в полной мере, и Кларку приходится ради спасения людей пойти на убийство Зода.
Кларк возвращается домой в Смолвиль, к матери, и они идут на могилу Джонатана Кента. Позже он прибывает в Метрополис, где устраивается работать в «The Daily Planet».

## В ролях
| Актёр             | Роль                           |
| ----------------- | ------------------------------ |
| Генри Кавилл      | Кал-Эл / Кларк Кент / Супермен |
| Эми Адамс         | Лоис Лейн                      |
| Майкл Шэннон      | Генерал Зод                    |
| Кевин Костнер     | Джонатан Кент                  |
| Дайан Лейн        | Марта Кент                     |
| Лоренс Фишберн    | Перри Уайт                     |
| Рассел Кроу       | Джор-Эл                        |
| Антье Трауэ       | Фаора-Ул                       |
| Айелет Зорер      | Лара Лор-Ван                   |
| Гарри Ленникс     | генерал-лейтенант Суонвик      |
| Кристофер Мелони  | полковник Натан Харди          |
| Ричард Шифф       | доктор Эмиль Гамильтон         |
| Майкл Келли       | Стив Ломбард                   |
| Дэвид Петкау      | аналитик угрозы Northcom       |
| Алессандро Юлиани | сержант Сековски               |
| Кристина Рен      | капитан Кэрри Феррис           |
| Дилан Спрейберри  | 13-летний Кларк Кент           |
| Купер Тимберлайн  | 9-летний Кларк Кент            |
| Ричард Цетрон     | Тор-Ан                         |
| Маккензи Грэй     | Джакс-Ур                       |
| Джулиан Ричингс   | Лор-Эм                         |
| Мэри Блэк         | Ро-Зар                         |
| Саманта Джо       | Кар-Векс                       |
| Ребекка Буллер    | Дженни                         |
| Дэвид Льюис       | майор Ларамор                  |
| Тамо Пеникетт     | Джед Юбенк                     |
| Даг Абрахамс      | Геральдсон                     |
| Брэд Келли        | Бирн                           |
| Джек Фоли         | юный Пит Росс                  |
| Джейдин Гулд      | Лана Лэнг                      |
| Роберт Гердиш     | Уитни Фордман                  |
| Кармен Лавин      | официантка Крисси              |
| Карла Гуджино     | Келор (озвучка)                |
| Роуэн Кан         | Кен Браверман                  |
| Аполлония Ванова  | Надира                         |
| Ревард Дюфрен     | Дев-Ем                         |
| Брюс Боне         | Биббо Биббовски                |
| Майк Допуд        | канадец                        |

## Создание

### Разработка
В июне 2008 года Warner Bros. устроила питчинг со сценаристами комиксов, киносценаристами и режиссёрами с целью понять, как успешно перезапустить серию фильмов о Супермене. Свои идеи по перезапуску разрабатывали писатели комиксов Грант Моррисон, Джефф Джонс и Брэд Мельцер. Идея Моррисона была похожа на его работу «All-Star Superman», а идея Марка Уэйда — на «Superman: Birthright». Марк Миллар, объединившийся с Мэттью Воном, планировал эпическую 8-часовую трилогию о Супермене с премьерой каждой из частей раз в год, подобно «Властелину колец». Миллар, сравнив её с трилогией «Крёстный отец», хотел показать хронику всей жизни Супермена от первых дней на Криптоне до финала, в котором Супермен терял свои силы, поскольку солнце начинало превращаться в сверхновую. В августе 2009 года по решению суда семья Джерри Сигела получила права на происхождение Супермена и авторское право на Action Comics #1. Помимо этого, судья постановил, что Warner Bros. не обязана платить семьям дополнительные отчисления от предыдущих фильмов. Однако если бы студия не начала производство фильма до 2011 года, то Шустеры и Сигелы смогли бы подать в суд за потерю доходов от непроизведённого фильма.
Во время обсуждения сюжета к фильму «Тёмный рыцарь: Возрождение легенды» Дэвид Гойер сообщил Кристоферу Нолану, что у него есть идея как представить Супермена в современном контексте. Впечатлённый концепцией Гойера, Нолан рассказал об идее студии, в результате чего она наняла Нолана продюсировать фильм, а Гойера писать сценарий в связи финансовым и критическим успехом фильма «Тёмный рыцарь». Нолан восхищался работой Брайана Сингера над фильмом «Возвращение Супермена», привязанный к фильмам Ричарда Доннера, но заявил, что у нового фильма не будет никакой связи с предыдущей серией фильмов.

### Подбор актёров
Претендентами на роль Супермена были Арми Хаммер и Джо Манганьелло. На роль Лоис Лейн пробовались Рэйчел Макадамс, Джессика Бил, Дианна Агрон, Малин Акерман, Кристен Стюарт, Мэри Элизабет Уинстэд, Кристен Белл, Оливия Уайлд и Мила Кунис. На роль Зода рассматривались Вигго Мортенсен и Эдгар Рамирес. Роль Джор-Эла предлагали Шону Пенну и Клайву Оуэну. Лару могли сыграть Конни Нильсен или Джулия Ормонд. Галь Гадот была кандидаткой на роль Фаоры, но в связи с беременностью она отказалась от роли.
В январе 2011 года Генри Кавилл получил роль Кларка Кента/Супермена. Также стали известны имена других участников каста — это Эми Адамс, получившая роль Лоис Лейн, Майкл Шэннон, которому досталась роль злодея Генерала Зода, Дайан Лейн получила роль Марты Кент, Кевин Костнер — роль Джонатана Кента, Рассел Кроу — роль Джор-Эла, и Лоренс Фишберн, который получил роль Перри Уайта.

### Пре-продакшн
Гильермо Дель Торо, с которым Гойер работал над фильмом «Блэйд 2», отклонил предложение стать режиссёром перезапуска из-за своего обязательства по экранизации «Хребтов Безумия», от поста режиссёра также отказался Роберт Земекис. Бен Аффлек, Даррен Аронофски, Данкан Джонс, Джонатан Либесман, Мэтт Ривз и Тони Скотт рассматривались в качестве потенциальных режиссёров. В октябре 2010 года режиссёром фильма стал Зак Снайдер. Кастинг начался в ноябре.

### Съёмки
Основные съёмки с приблизительным бюджетом в 175 миллионов долларов начались 1 августа 2011 года в промышленном парке вблизи аэропорта ДуПэйджа под кодовым названием «Осенний мороз». Зак Снайдер выразил нежелание снимать фильм в формате 3D в связи с техническими ограничениями формата. Съёмки в Плано (Иллинойс) проходили с 22 по 29 августа. Затем съёмки проходили в Чикаго Луп с 7 по 17 сентября. Другие места съёмок включали в себя Vancouver Film Studios и Чикаго. Согласно интервью Майкла Шэннона съёмки продолжались до февраля 2012 года.
Костюм Супермена, сшитый для съёмок, сильно отличается от классического. При сохранении плаща, символа и сапог он не имеет знаменитых надштанных красных трусов, покрыт узорами и окрашен в холодные цвета, а символ получил более крупную букву S. Этот костюм больше напоминает действующую версию из комикс-вселенной DC, перезапущенной в сентябре 2011 года, когда были внесены серьёзные изменения как в историю, так и во внешний облик многих героев, в том числе и Супермена. Также некоторые визуальные эффекты, такие как «тепловое зрение», идентичны действиям Супермена из видеоигры «Injustice: Gods Among Us». Другая отсылка на видеоигру — вид пролома в стене при атаке Супермена на Блэк Зиро (подобная анимация пролома присутствует в рекламной заставке игры). Несмотря на всё это, на официальном постере к фильму Супермен одет в классическое одеяние.
Это первая картина в киносериале, в названии которой не фигурирует слово «Супермен». Генри Кавилл — первый английский актёр, исполнивший роль Супермена. По словам Генри Кавилла, на то, чтобы надеть костюм Супермена у него уходило от 15—25 минут.
Эми Адамс, Маккензи Грей, Алессандро Юлиани, Тамо Пеникетт, Чад Кровчук и Дэвид Петкау уже принимали участие в проекте, связанном с вселенной Супермена — телесериале «Тайны Смолвиля».

### Спецэффекты
Ландшафт планеты Криптон, как и весь летающий транспорт, создавался на компьютере в студии Weta Digital (которая, к примеру, создала спецэффекты для таких фильмов, как «Аватар» и «Хоббит: Нежданное путешествие»). Визуальные эффекты делались под руководством супервайзеров Джона ДеЖардена («Хранители») и Джо Леттери («Аватар»). Доспехи и украшения обретали форму на 3D-принтере. Большая часть лат у воинов мужчин создавалась в графике, актёры же на площадке носили только серые костюмы. Максимально пристальное внимание было уделено одежде Супермена. По словам художника Уоррена Мансера, Зак Снайдер рассмотрел 1500 вариантов дизайна костюма, прежде чем остановился на одеянии без знаменитых трусов красного цвета.
В фильме 1500 планов с визуальными эффектами. Но во многих сценах на Земле задействована настоящая, а не созданная на компьютере военная техника.
Съёмка экшн-сцен (студии спецэффектов: MPC и Double Negative) с участием главного героя и криптониан выглядела следующим образом: создавался трёхмерный аниматик эпизода при участии постановщика трюков. Затем проводились съёмки с актёрами по аниматику, который давал представление о том, в каких кадрах героев будут играть люди, а в каких — компьютерные дублёры. Как правило, кинематографисты снимали исполнителей ролей в начальной и конечных точках действия. Промежуток между ними заполнялся компьютерным экшном.
Помимо основной камеры на площадке была установка из шести камер, которые фиксировали актёров покадрово. Полученные изображения высокого разрешения проецировали на трёхмерные модели двойников. Ещё одна установка из шести камер Canon 5D использовалась для фотографирования местности и создания круговых панорам в программе Nuke. Натурная площадка также лидарно сканировалась при помощи специального сканера, который также используется в строительстве и картографии.
На следующем этапе моделировались двойники героев. Актёры проходили процедуру сканирования, плюс их фотографировали со всех сторон с поляризационным фильтром и без оного. Эмоции и мимика фиксировались с учётом системы кодирования лицевых движений.
На заключительной стадии художники выбирали точку перехода от реального актёра к его цифровому двойнику. При этом им заранее было известно, в каких кадрах исполнитель должен быть реальным. Иногда Генри Кавилл (Супермен) появлялся лишь в трёх-четырёх кадрах, а потом его вновь замещала точная компьютерная копия.
Масштабные разрушения создавались на компьютере с помощью программного инструмента Kali, разработанного для картины Зака Снайдера «Запрещённый приём».
Метрополис для заключительной битвы создавался на компьютере трёхмерщиками студии Double Negative, учитывавшими при строительстве архитектурные особенности трёх американских мегаполисов: Нью-Йорка, Чикаго и Лос-Анджелеса. Специалисты применили предварительно усовершенствованный программный инструмент CityEngine, использовавшийся при работе над фантастическим фильмом «Вспомнить всё» Лена Уайзмана.

### Постпродакшн
Ханс Циммер первоначально отрицал популярные слухи о том, что он будет композитором фильма. Однако в июне 2012 года было подтверждено, что Циммер на самом деле напишет музыку к фильму. Чтобы полностью дистанцировать фильм «Человек из стали» от предыдущих фильмов о Супермене, знаковая тема Джона Уильямса не будет использоваться в фильме. Созданием визуальных эффектов для фильма занимались компании Weta Digital, Moving Picture Company и Double Negative (VFX).

### Маркетинг
Warner Bros. и DC Comics выиграли право использовать доменное имя manofsteel.com в качестве официального сайта фильма. 3 декабря 2012 был представлен новый тизер-постер фильма «Человека из стали», на котором изображён арестованный Супермен. В декабре 2012 Зак Снайдер подтвердил, что первый полноценный трейлер будет прикреплён к премьере фильма «Хоббит: Нежданное путешествие», премьера которого состоялась 14 декабря 2012. 10 декабря появился вирусный сайт dsrwproject.com, предлагающий посетителем расшифровать звуковые сигналы, находящиеся на нём. 11 декабря 2012 расшифрованное сообщение привело посетителей на другой сайт с обратным отсчётом до премьеры трейлера. Трейлер вышел 11 декабря 2012 года.
15 апреля 2013 года Warner Bros. разместила на YouTube ролик, в котором противник Супермена генерал Зод обращается к землянам. Генерал говорит о том, что ему известно — на Земле скрывается один из его «граждан» (подразумевается Кал-Эл). Он хочет, чтобы этого «индивидуума» выдали ему, самому Супермену (при обращении к которому Зод использует криптонское имя Кал-Эл) генерал рекомендует сдаться в течение 24 часов. Если этого не случится, Зод угрожает Земле некими «последствиями».

### Издания
Фильм выпущен на дисках Blu-ray 3D Combo Pack, Blu-ray Combo Pack, DVD 2-Disc Special Edition, 3D Limited Collector`s Edition и Digital Download 2 ноября 2013 года. Издание Blu-ray Combo Pack содержит около четырёх часов дополнительных материалов, в частности, интервью с создателями, документальные фильмы о съёмках, промоматериалы и т. д.

## Критика
Фильм получил смешанные отзывы кинокритиков. Фильм имеет рейтинг 6,2 балла из 10, по версии агрегатора Rotten Tomatoes, который также сообщает, что 56 % из 268 профессиональных кинокритиков положительно отозвались о фильме. Критический консенсус сайта гласит: «Возвращение Супермена на большой экран в целом прошло успешно, так как „Человек из стали“ предоставляет достаточно бодрого экшена и зрелищ, чтобы подавить эпизодические отклонения с территории рядовых блокбастеров». На Metacritic фильм имеет рейтинг 55 % на основании 47 рецензий.
На сайте IMDb рейтинг фильма составляет 7 баллов из 10. CinemaScore — фирма, занимающаяся исследованием рынка, — проводила опрос зрителей на выходе из кинотеатра в течение открывающего уик-энда. Так, средняя оценка кинозрителей была «А-».

## Сиквел
10 июня 2013 года было объявлено, что режиссёр фильма Зак Снайдер и сценарист Дэвид С. Гойер вернутся для продолжения «Человека из стали». Гойер ранее подписал контракт на три фильма: «Человек из стали», его сиквел и фильма «Лига Справедливости». Ожидалось также возвращение Кристофера Нолана в сиквеле в качестве продюсера (хоть и в меньшей роли, чем было в первом фильме). 16 июня 2013 года The Wall Street Journal сообщила, что студия скорее всего планирует выпустить продолжение в 2014 году.
Режиссёром вновь будет Зак Снайдер, а сценарий напишет Дэвид С. Гойер (но Снайдер будет ему помогать в создании текста). Продюсерами проекта станут Дебора Снайдер, Бенджамин Мельникер, Майкл Э. Услан и Чарльз Ровен; Эмма Томас и Кристофер Нолан вернутся в качестве исполнительных продюсеров. В сиквеле роль Супермена снова сыграет Генри Кавилл. Эми Адамс (Лоис Лейн), Дайан Лейн (Марта Кент) и Лоренс Фишберн (Перри Уайт) также вернутся к своим ролям. По словам Снайдера, источником вдохновения для второго фильма будет серия комиксов «The Dark Knight Returns».
После выхода «Человека из стали» на экраны издание ComicBookMovie со ссылкой на свои источники в компании DC Entertainment сообщило, что этого персонажа в продолжении фильма «Человек из стали» может сыграть актёр Тайлер Хеклин, однако сама компания не давала официального подтверждения этому слуху.
В конце июля 2013 года пошли слухи, что в сиквеле Бэтмен будет намного старше Супермена, и что Warner уже ищет кандидатов на роль Бэтмена в возрасте старше 40 лет. Многие ресурсы выдвигали свои предположения по поводу того, кто именно сыграет данного персонажа; среди основных претендентов на эту роль выделяли таких актёров как: Ричард Армитидж, Джош Бролин, Райан Гослинг, Джо Манганьелло, Макс Мартини, Мэттью Гуд, Скотт Эдкинс, Джон Хэмм, Карл Урбан, Эрик Бана.
8 августа 2013 года сразу несколько сайтов сообщило о возможных кандидатах на роль заклятого врага Супермена — Лекса Лютора. Так, например, ресурс Digital Spy сообщил, что, возможно, данного персонажа сыграет актёр Марк Стронг, а сайт Latino Review предположил, что Лютора сыграет актёр Брайан Крэнстон. Спустя 3 дня ресурс metro.us спросил Брайана Крэнстона по этому поводу, и актёр дал понять, что он не прочь сыграть Лютора в сиквеле.
17 августа 2013 года сайт Cosmic Book News пустил слух (который позже не подтвердился), что некий источник с DC Entertainment предоставил им список актёров, которые будут проходить пробы на роль Бэтмена, и в этом списке значатся такие имена, как: Уэс Бентли, Джейк Джилленхол, Люк Эванс, Бен Аффлек. Также ресурс сообщает, что пробы на роль персонажа будут проходить в сентябре/октябре 2013 года; и что первый кандидат на роль Бэтмена — Тайлер Хеклин, по мнению кинокомпании, выглядит слишком молодо для этой роли и поэтому он не будет проходить пробы.
22 августа 2013 года наконец появилась официальная информация об исполнителе роли Бэтмена — им станет актёр Бен Аффлек. В 2003 году он уже сыграл другого персонажа комиксов — Сорвиголову. Также сиквел обрёл дату своего выхода на экраны — 17 июля 2015 года.
31 января 2014 года студия Warner Bros. официально объявила, что роль Лекса Лютора в сиквеле получил Джесси Айзенберг, а на роль верного дворецкого Брюса Уэйна Альфреда был назначен Джереми Айронс.
21 мая картина получила официальное название: «Batman v Superman: Dawn of Justice» («Бэтмен против Супермена: На заре справедливости»).

## Награды и номинации
| Награды и номинации          | Награды и номинации                    | Награды и номинации      | Награды и номинации | Награды и номинации |
| Награда                      | Категория                              | Номинант(ы)              | Результат           | Примечание          |
| ---------------------------- | -------------------------------------- | ------------------------ | ------------------- | ------------------- |
| Золотой трейлер—2013         | Лучший постер летнего блокбастера—2013 |                          | Победа              |                     |
| Золотой трейлер—2013         | Лучший тизер—постер                    |                          | Номинация           |                     |
| Золотой трейлер—2013         | Трейлер летнего блокбастера—2013       |                          | Номинация           | [ 122 ]             |
| NewNowNext Awards            | Самый ожидаемый фильм                  |                          | Победа              | [ 123 ]             |
| Spike Guys' Choice Awards    | Самый ожидаемый фильм года             |                          | Победа              | [ 124 ]             |
| Teen Choice Awards—2013      | Choice Summer: Кино — приключения      |                          | Номинация           |                     |
| Teen Choice Awards—2013      | Choice Summer: Актёр                   | Генри Кавилл             | Номинация           |                     |
| Teen Choice Awards—2013      | Choice Summer: Актриса                 | Эми Адамс                | Номинация           |                     |
| Teen Choice Awards—2013      | Лучший кинопоцелуй                     | Генри Кавилл и Эми Адамс | Номинация           | [ 125 ]             |
| Critics' Choice Movie Awards | Лучший актёр экшн-фильма               | Генри Кавилл             | Номинация           | [ 126 ]             |
| Сатурн                       | Лучший фильм, снятый по комиксам       |                          | Номинация           | [ 127 ]             |
| Сатурн                       | Лучшие спецэффекты                     |                          | Номинация           |                     |
| Сатурн                       | Лучший молодой актёр или актриса       | Дилан Спрейберри         | Номинация           |                     |
| MTV Movie Awards             | Лучший герой                           | Генри Кавилл             | Победа              | [ 128 ]             |
| BRIT Awards                  | Композитор года                        | Ханс Цимер               | Победа              | [ 129 ]             |